# Балда Ігор Іванович
І́гор Іва́нович Ба́лда (нар. 7 жовтня 1959, смт Усть-Нера, Якутія, СРСР — 12 березня 2015, с. Боровеньки, Луганська область, Україна) — український націоналіст, діяч козацького руху Хмельниччини та УНА-УНСО, псевдо «Хмурий», солдат Збройних сил України, доброволець, учасник російсько-української війни.

## Життєвий шлях
Народився в Якутії, у родині репресованих українських патріотів, мати Ганна була переселенкою з польського міста Ярослава, а батько Іван родом з села Оброшине Пустомитівського району Львівської області — батьків у 1940-х роках вислав радянський режим за звинуваченням у діяльності в ОУН і УПА. У 1960-х роках родина повернулась до тодішньої УРСР, проживала у місті Макіївці на Донеччині, а у 1970-х роках переїхала до Шепетівки, де Ігор закінчив середню школу.
1989 року на даху будинку Шепетівської райради почепив перший жовто-блакитний прапор у місті. Ще за радянських часів долучився до відродження українського козацтва на Хмельниччині, став засновником Шепетівської районної козацької сотні. 1992 року обраний отаманом Хмельницького обласного козацького коша. Пізніше тривалий час очолював Хмельницьку обласну організацію УНА-УНСО, був активним членом Української Національної Асамблеї, керівником районної організації УНА, 2002 та 2006 року брав участь у виборах народних депутатів України за списком УНА. Останні 15 років мешкав у с. Іванківці Хмельницького району, де залишилась цивільна дружина.
Брав участь у подіях Революції Гідності в Києві та Хмельницькому. З початком російської збройної агресії проти України добровольцем пішов до військкомату, але його не взяли — через вік та захворювання. Тоді долучився до добровольчого батальйону УНСО, восени 2014 року вступив на військову службу до 1-го окремого інженерно-будівельного батальйону ЗСУ і вирушив у зону проведення антитерористичної операції, на Луганщину.
Загинув 12 березня 2015-го від кульового поранення в голову в селі Боровеньки Кремінського району Луганської області (за повідомленнями ЗМІ, — від кулі снайпера, але цей район на значній відстані від лінії зіткнення).
17 березня з воїном-добровольцем попрощались у Хмельницькому на майдані Незалежності. Похований наступного дня в селі Оброшине на Львівщині, поряд із могилами батьків, — в останню дорогу проводжали усім селом.

## Вшанування
3 вересня 2015 у Шепетівці рішенням 72-ї сесії міської ради шостого скликання провулок Жухрая перейменовано на вулицю Ігоря Балди.

## Публікації про І. Балду
- Погребняк І. Під Луганськом загинув патріот із Шепетівки: про загиблого у зоні АТО І. Балду // День за днем. — 2015. — 19 берез. — С. 1—2
- Прощалися з героєм: Мартиролог війни // Поділ. вісті. — 2015. — 19 берез. — С. 2